# Magdeburger Börde
 (février 2023).
Si vous disposez d'ouvrages ou d'articles de référence ou si vous connaissez des sites web de qualité traitant du thème abordé ici, merci de compléter l'article en donnant les références utiles à sa vérifiabilité et en les liant à la section « Notes et références ».
La Magdeburger Börde est une plaine fertile, connue pour ses terres noires, et une région naturelle située à l'ouest de Magdebourg, au centre de la Saxe-Anhalt, en Allemagne.
Elle s'étend entre la ville d'Oschersleben à l'ouest et la vallée de l'Elbe jusqu'à l'embouchure de la Saale à l'est. Au sud, elle est limitée par la rivière Bode et les contreforts nord-est du massif de Harz. Au nord, le fleuve Ohre, affluent gauche de l'Elbe, et le Mittellandkanal marquent sa limite avec la région voisine, la Colbitz-Letzlinger Heide.
L'une des paysages de Börde, elle fait partie de la vaste région de Terre Noire au sein de la plaine d'Allemagne du Nord, s'étendant au-dessous du seuil des moyennes montagnes. Les sols lœssiques sont pour la plupart utilisés pour l'agriculture, notamment de la betterave sucrière et du blé.
Une traduction du nom pourrait être « Champagne de Magdebourg », car comme la Champagne crayeuse, presque toute la Magdeburger Börde est utilisée par une agriculture d'open field. Les produits les plus importants sont les céréales et la betterave sucrière.